# Karlshof (Ellingen)
Karlshof ist ein Gemeindeteil der Stadt Ellingen im Landkreis Weißenburg-Gunzenhausen (Mittelfranken, Bayern). Karlshof liegt in der Gemarkung Ellingen.

## Lage
Der Weiler Karlshof liegt auf einer Höhe von etwa 452 m ü. NHN in direkter Nachbarschaft zum Kammhof. Beide Orte liegen rund zwei Kilometer nordöstlich von Ellingen auf dem Karlshofplateau, einer Jurahochfläche am Rande der Weißenburger Alb. Westlich liegt Sommerkeller, nordöstlich Oberndorf. Unweit verläuft die Grenze zur Gemeinde Höttingen. Nördlich fließt der Ottmarsfelder Graben vorbei.

## Baudenkmäler
Das klassizistische Gutshaus wurde ungefähr 1818 erbaut. Von den jetzigen Bewohnern wurde ein Teil des Gebäudes als Kunstprojekt verwendet.